# Фізарум білий
Фізарум білий (Physarum album) — вид міксоміцетових амебозоїв родини фізарових (Physaraceae). Космополітичний вид. Росте на мертвій сосновій деревині.

## Опис
Спорангії прямі або похилі, заввишки 1-1,5 мм. Головки спорангіїв лінзоподібні, діаметром 0,4-0,7 мм, білого або сірувато-білого кольору, при дозріванні чорніють.